# Тавадзе, Соломон Игнатьевич
Соломон Игнатьевич Тавадзе (груз. სოლომონ თავაძე; 29 июня 1890, Гурийский уезд, Кутаисская губерния — 28 мая 1960, Тбилиси) — грузинский советский писатель, поэт и переводчик.

## Биография
Родился в бедной крестьянской семье. Бедность не позволяла ему учиться в школе, поэтому с раннего детства (с 1903 по 1906) работал сборщиком чая на плантациях и на фабрике в Чакве.
Активный участник революции 1905 года. В 1906 за участие в революционном движении был арестован и выслан в Сибирь, в Тобольскую губернию. Бежал из ссылки, скрывался в Баку. В 1910 году был вновь арестован и осуждён к тюремному заключению на 10 лет. В тюрьме находился до февральской революции 1917 года.
После большевистского переворота в Петрограде, будучи меньшевиком, был сторонником действий Закавказского комиссариата, состоявшего из грузинских социал-демократов («меньшевиков»), эсеров, армянских дашнаков и азербайджанских мусаватистов.
После постановления Политбюро ЦК ВКП (б) «О перестройке литературно-художественных организаций» от 23 апреля 1932 года перешёл на платформу советской власти.
Умер в Тбилиси в 1960 и похоронен в Дидубийском пантеоне выдающихся писателей и общественных деятелей Грузии. Рядом с ним похоронены его жена Агриппина Тавадзе (1894—1973) и сын Акакий Тавадзе (1918—1920).

## Творчество

Роман «Сталь» С. Тавадзе

Литературную деятельность начал в заключении в 1912, вступил в ассоциацию «демократических поэтов» «Демос». Начало его творчества относится к периоду подъема революционного движения в стране (1912—1916). Стихи поэта в то время были проникнуты стремлением к «светлому будущему», хотя последнее не имело для него конкретных очертаний (сборник стихов «Будущее»).
Его первое стихотворение «Рабочие» в 1912 году было опубликовано в газете. В дальнейшем его стихи и рассказы периодически печатались под псевдонимом Оболи-Муша. Первый сборник «Будущее», в который вошли стихи написанные в тюрьме, вышел в 1918 году. Вскоре за ним последовали сборники коротких рассказов «Из дневника тюрьмы».
В начале 1920-х воспевал отдельные моменты меньшевистской деятельности и меньшевистскую «народную гвардию» (сборник стихов «Красная роза»).
После советизации Грузии, в период восстановления народного хозяйства, развертывания советского строительства и социалистической культуры в СССР, Тавадзе в своих произведениях не сразу мог освободиться от меньшевистского наследия. Он продолжал мечтать о далеком «туманном» будущем (стихи «Далекий свет»). Позже в его творчестве наметился поворот в сторону советской социалистической действительности. К этому времени относится известный его роман «Гза мецамули», в котором Тавадзе с большим художественным мастерством рисует социальные сдвиги пройденной эпохи и тенденции будущего развития страны.
Его перу принадлежат художественные очерки из жизни некоторых горских племен Грузии, показывающие достижения в области социалистического строительства («Вершины»). Большой роман «Пртеби» (Крылья) посвящён героической советской авиации.
Переводил произведения русских и зарубежных классиков на грузинский язык («Рудин» Ивана Тургенева, «Былое и думы» А. И. Герцена, «Мартин Иден» Джека Лондона и др.).

## Избранные произведения
- «Будущее» (Стихотворения и поэмы), Тифлис, 1918,
- «На кресте страданий» (Поэма), Тифлис, 1919,
- «Красная роза» (Сборник стихов), Тифлис, 1920,
- «Из дневника тюрьмы», Тифлис, 1921
- «Далёкий свет» (Стихотворения и поэмы), Тифлис, 1924
- «შორი ნათელი» («Поразительное расстояние»),
- «მზია ლაური» («Мзиа Лаури»),
- «Гза мецамули» (Роман), Тифлис, 1930,
- «Поэмы», Тифлис, 1931,
- «კავკასიონი» («Кавказ»),
- «Вершины» (Очерк), Тифлис, 1935,
- «გზა მეწამული» («Красный путь», роман о революции),
- «Отец» (роман, 1940),
- «Майская заря» (трилогия о Второй мировой войне),
- «Сталь» (производственный роман, 1958).